# Wilhelm Mildenstein

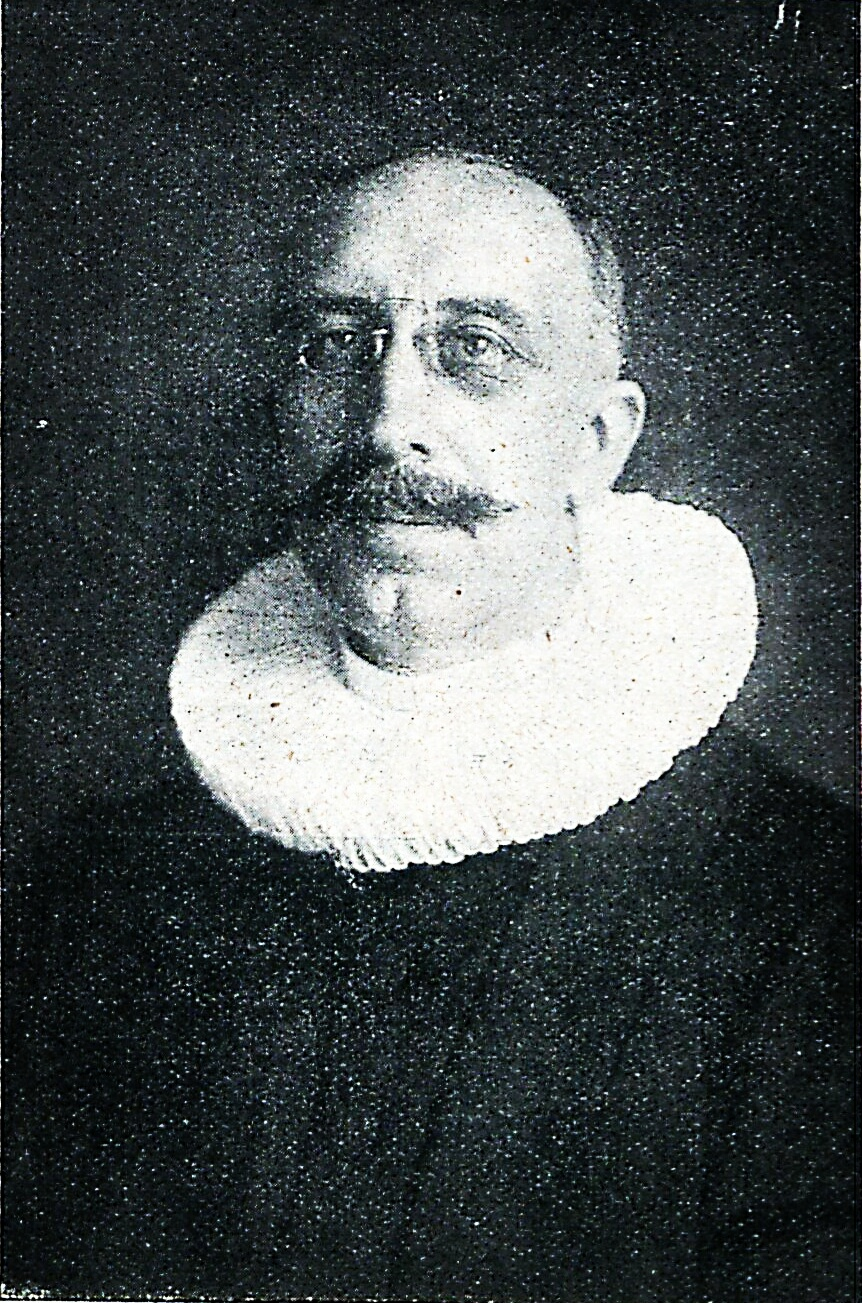
Wilhelm Mildenstein

Ernst Wilhelm Louis Mildenstein (* 19. März 1870 in Burg auf Fehmarn; † 4. Oktober 1933 in Lübeck) war ein deutscher evangelisch-lutherischer Geistlicher und Hauptpastor der lübeckischen Lutherkirche.

## Leben

### Herkunft
Mildenstein entstammte einem Jahrhunderte alten Fehmaraner Bauerngeschlecht. Er war der jüngste Sohn Nicolaus Mildensteins (* 12. August 1823 in Burg; † 5. März 1900 ebenda) und dessen Ehefrau Anna Emerentia, geb. Mackerprang (* 8. Juni 1829 in Staberdorf; † 28. Februar 1916 in Lübeck). Sein Vater war Landmann, Kaufmann und Brennereibesitzer in Burg.
Margarethe, eine geborene Wisser und Witwe seines bereits 1894 in Burg verstorbenen Bruders, der Landmann und Ackerbürger gewesen war, zog danach als Privatière nach Lübeck. Seine verwitwete Mutter zog 1906 ebenfalls in die Hansestadt. Am 25. Februar 1919 wurde auch sie als außerordentliches Mitglied in die Gesellschaft zur Beförderung gemeinnütziger Tätigkeit aufgenommen. Eine solche Aufnahme stand bisher nur den Witwen von Mitgliedern zu. Bedingt durch die Weltwirtschaftskrise verließ Margarethe 1930 die Stadt und starb im gleichen Jahr in Burg.

### Laufbahn
Mildenstein besuchte zuerst das Katharineum zu Lübeck und dann das Detlevsengymnasium in Glückstadt. Nach bestandenem Abiturexamen genügte er seiner zweijährigen Militärdienstpflicht in der Infanterie der Preußischen Armee im Füsilier-Bataillon des Infanterie-Regiments „Herzog von Holstein“ (Holsteinisches) Nr. 85 in Kiel. Er studierte Evangelische Theologie an den Universitäten Kiel, Berlin, Tübingen und Göttingen. Während seines Studiums in Kiel wurde er 1892 Mitglied der Burschenschaft der Krusenrotter. Ostern 1898 bestand er das Theologische Amtsexamen in Kiel.
Nach einer kurzen Tätigkeit als Hauslehrer erwählte ihn die Gemeinde Blekendorf bei Lütjenburg zu ihrem Pastor. Viereinhalb Jahre später ernannte ihn die Gemeinde Sülfeld bei Oldesloe zu ihrem Ersten Geistlichen. Mit diesem Amt war die Ortsschulinspektion über die Dörfer Sülfeld, Seth, Oering, Nahe, Itzstedt und Tönningstedt mit 12 Lehrkräften verbunden. Später kam noch die Kreisschulinspektion eines Teiles des Kreises Segeberg hinzu.
8 ½ Jahre darauf wurde Mildenstein am 30. Juni 1912 zum dritten Geistlichen der Lübecker St.-Lorenz-Kirchengemeinde erwählt. Als diesem wurde ihm zunächst der neu gegründete dritte Seelsorgerbezirk der Gemeinde zugewiesen und die Aufgabe, sich dort eine eigene Gemeinde zu schaffen, übertragen. Neben der großen Kirchengemeinde von St. Lorenz war bereits 1896 die St.-Matthäi-Kirchengemeinde gebildet worden. Die Gottesdienste des Bezirks sollten in der seit 1950 geschlossenen Gaststätte Roter Löwe, Moislinger Allee 142, abgehalten werden. Am 8. Oktober 1912, Erntedankfest, wurde er in sein Amt an der St.-Lorenz-Kirche eingeführt.

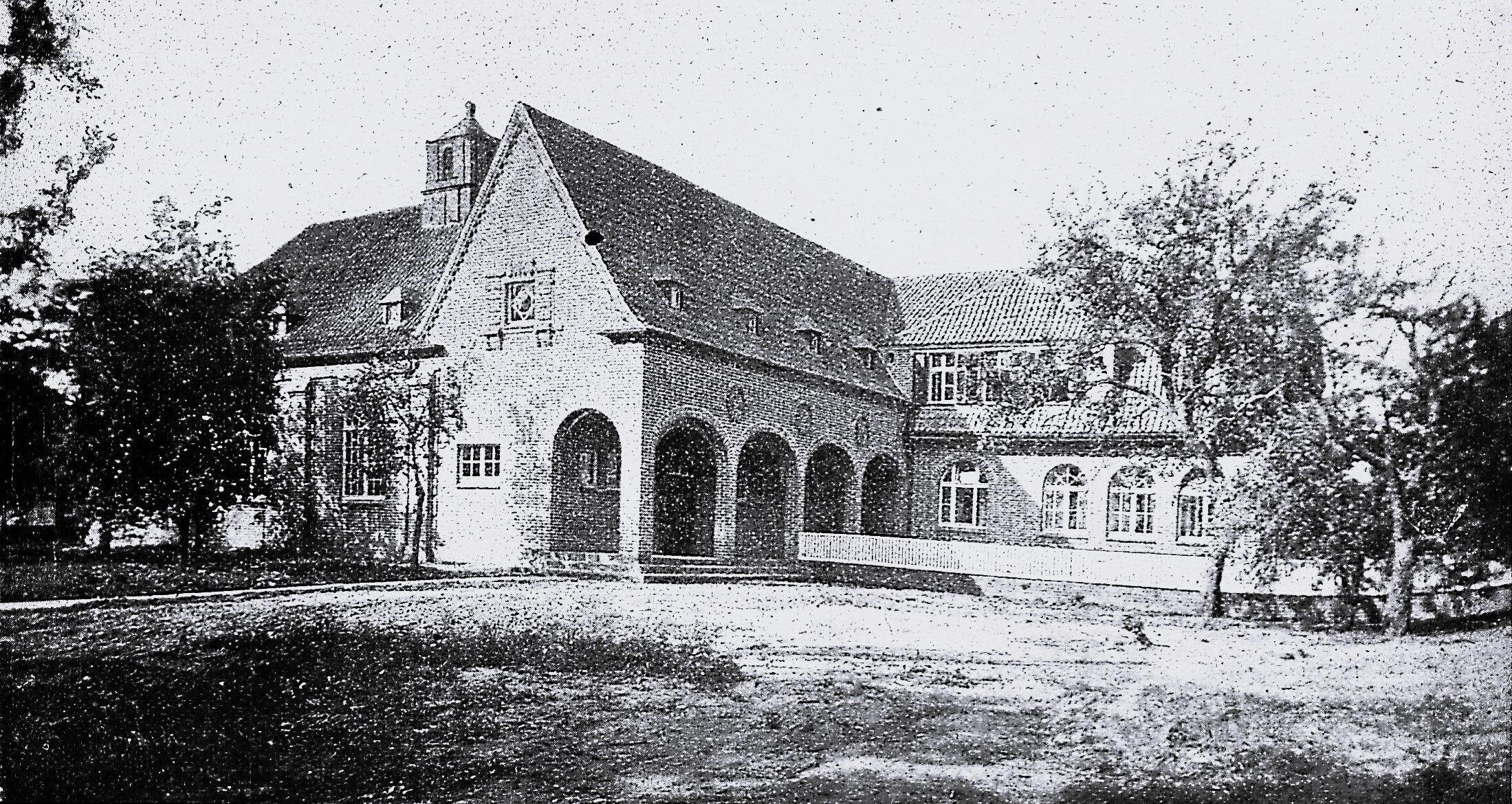
Neuer Gemeindesaal St. Lorenz Süd

Am 22. April 1913 wurde auf Beschluss des Kirchenrats und der Synode der Evangelisch-Lutherischen Kirche in Lübeck dem Vorstand der St.-Lorenz-Kirchengemeinde die Ausschreibung eines Wettbewerbs zum Bau eines Gemeindesaales nebst Pastoratsgebäudes für den 3. Geistlichen der Kirche auf dem vom Staat überlassenen Grundstück Moislinger Allee 96 bewilligt. Das Preisgericht bestand aus Geheimen Baurat Horsfeldt (Berlin), dem Baudirektor Johannes Baltzer, Baurat Carl Mühlenpfordt, Philip Paulig (Vorsitzender des Gemeindevorstands) und Mildenstein. Es erwählte am 2. August 1913 den Entwurf der Firma Glogner & Vermehren. Kirchenrat und Synode beschlossen daraufhin am 30. Oktober 1913 und 22. Mai 1914 eine Gesamtsumme in Höhe von 50.000 Mark hierfür bereitzustellen.
Auf der Versammlung der Gesellschaft zur Beförderung gemeinnütziger Tätigkeit am 9. Dezember 1913 wurde Mildenstein an Stelle des ausscheidenden Hauptpastors der St.-Lorenz-Gemeinde, Johannes Bernhard, zum Vorsteher der 3. Kleinkinder-Schule gewählt.
Kurz nach dem Ausbruch des Weltkrieges weihte der lübeckische Senior Johannes Becker am 18. Oktober 1914 den Gemeindesaal ein und übergab ihn somit seiner Nutzung zu regelmäßigen Gottesdiensten, Konfirmandenunterricht und sonstigen Veranstaltungen. Der Platz vor dem Saal wurde erst 1935 mit der bereits 1914 ins Auge gefassten Kirche, die von derselben Firma entworfen werden sollte, bebaut. Die Architekten, die an der Ausschreibung teilgenommen hatten, sollten mit ihren Plänen für den Gemeindesaal auch schon Pläne für die geplante Kirche einreichen. Der Krieg, die Inflation und die Weltwirtschaftskrise behinderten deren Ausführung.
Zu jenem Zeitpunkt war die geplante Ablösung von der Muttergemeinde und die Verselbständigung des südlichen Teils mit dem Namen „Luthergemeinde“ in die Wege geleitet worden. Der erste Kindergottesdienst fand am 1. November statt, am 22. wurde der Kirchenvorstand mit Bernhard Dräger (Drägerwerk) als Vorsitzenden gewählt und am 29. November 1914 war die Luthergemeinde offiziell gegründet. Das erste Gemeindeblatt erschien am 1. Januar 1915.
Als Christian Reuter, Direktor des Katharineums, zu Beginn des Sturmangriffs auf Soissons fiel, übernahm Mildenstein den Vorsitz in dem von Reuter am 13. Januar 1906 gegründeten und seitdem geleiteten Verein ehemaliger 85er für Lübeck und Umgegend.
Ebenfalls war Mildenstein Pastor des Lazaretts „Flora“ und der Ersatz-Kompanie „Moislinger Baum“, Vorsitzender der kirchlichen Armenpflege seiner Gemeinde, Waisenrat des 13.000-Seelen-Bezirks 5, Vorsitzender der Säuglingskrippe „St. Lorenz Süd“, des Jugendvereins „Jung-Siegfried“, Vorstandsmitglied im Kinderhort und der Bibelgesellschaft, Mitarbeiter der Lazarettzeitschrift, Mitglied des Kirchentages sowie Gründer des Jugendskorps „St. Lorenz“.

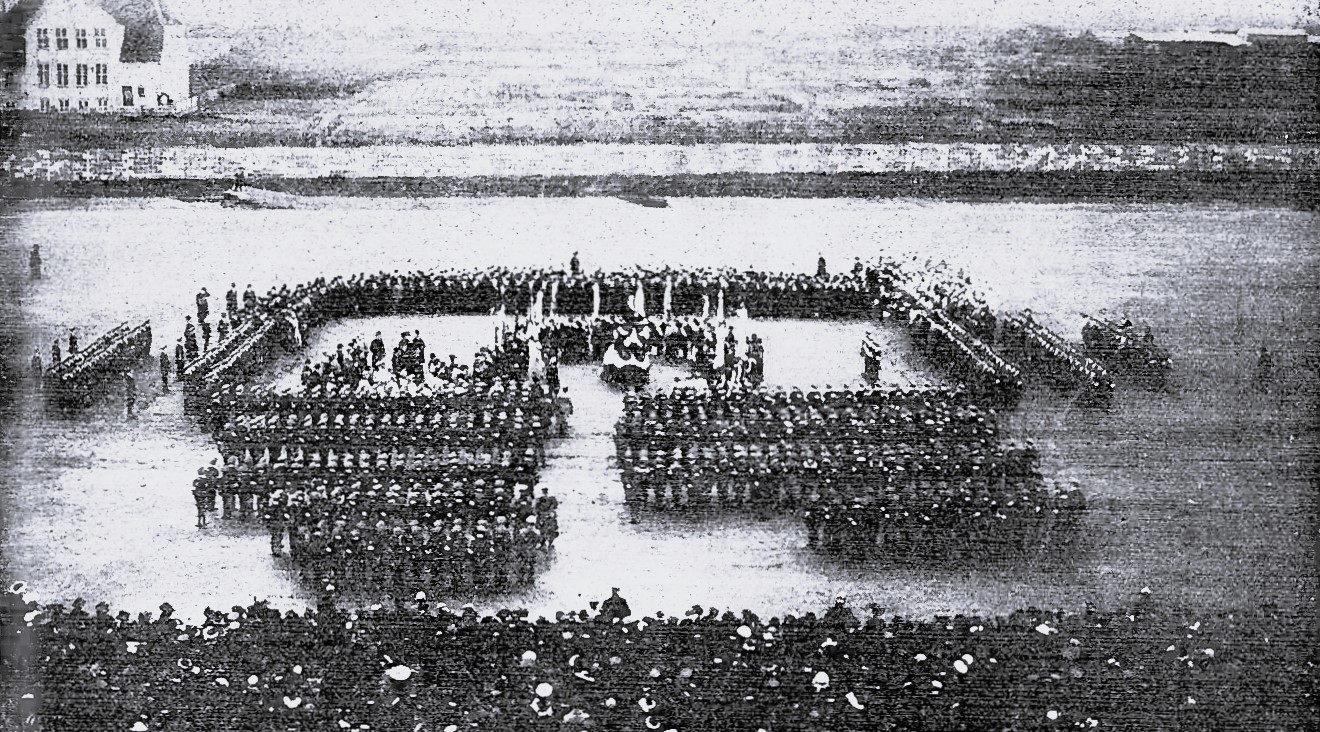
Ansprache Pastor Mildensteins zur Fahnenweihe

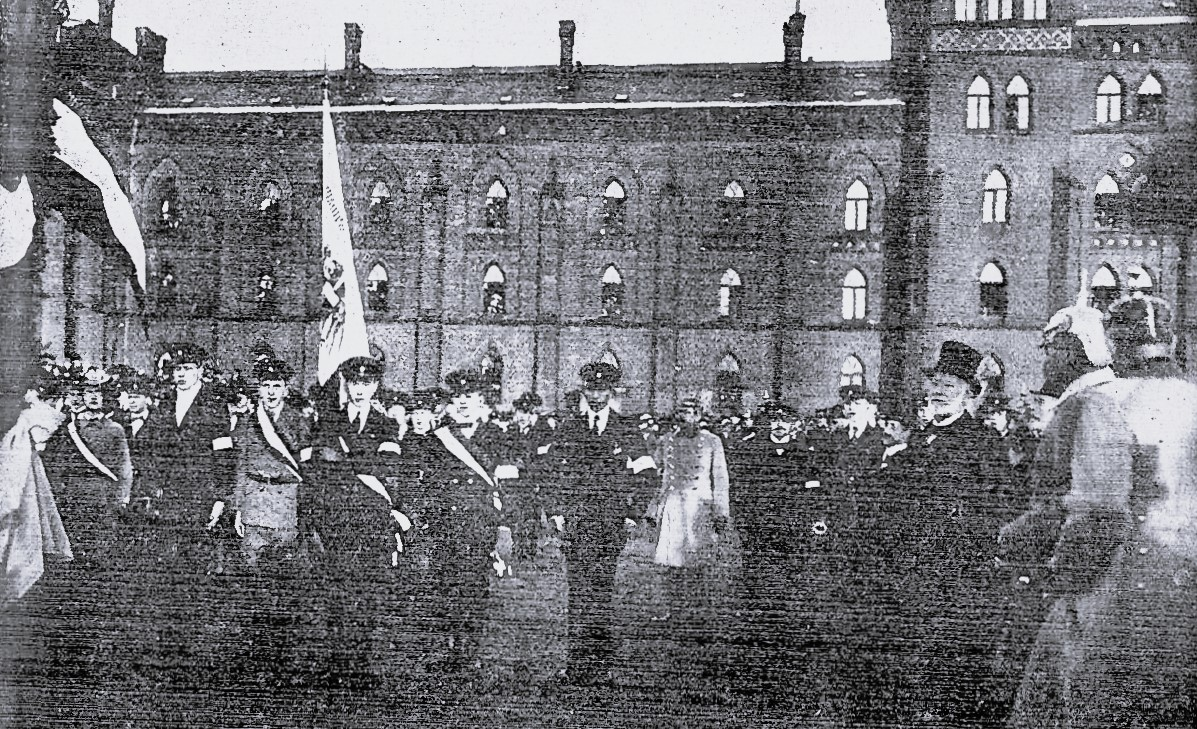
Vereinsfront

Sämtliche Vereine des Landeskriegerverbandes folgten am Nachmittag des 17. Januar 1915 vom Markt aus der Schutzmannkapelle auf den Hof der Alten Kaserne zur Fahnenweihe der Jungwehr. Unter Führung des Polizeimajors Moritz Grünweller hatten dort links und rechts eines Rednerpultes die Jugendkompanien Aufstellung genommen. Die Jugendwehr, die sich in Lübeck wie im ganzen deutschen Reich gleich nach Ausbruch des Krieges bildete, diente als eine freiwillige Organisation unter der Führung alter Militärs und tatkräftiger Männer der militärischen Vorbildung der Jugend. Hinter der Rednerkanzel sammelten sich die Landeskriegervereine mit ihren Fahnen, der Ehrenvorsitzende des Verbandes Heinrich Kühne, der Vorsitzende Druckereibesitzer und Verleger des Lübecker Verbandes Julius Heise, der stellvertretende Oberst v. Kuenheim, Bürgermeister Johann Hermann Eschenburg, Senats- und Bürgerschaftsmitglieder, andere Ehrengäste und eine große Menschenmenge. Die feierliche Übergabe der vom Landeskriegerverband gestifteten Fahne begann mit dem Niederländischen Dankgebet, bevor Wilhelm Mildenstein das Pult bestieg und eine von den Befreiungskriegen von 1813 über den Deutsch-Französischen Krieg in den derzeitigen Krieg reichende Rede hielt. Nach einem Choral überbrachte Julius Heise  die Grüße des Landeskriegerverbandes, hieß die Mitglieder der Jugendwehr als jüngste Kameraden und brachte ein begeistert aufgenommenes „Hoch“ auf den Kaiser aus. Die Kaiserhymne wurde gesungen. Der stellvertretende Oberst übergab hierauf den zu Fahnenträgern erkorenen Vorgetretenen die in lübschen Farben gehaltene einen Adler tragende Fahne. Diese dankten mit dem Gelöbnis, dass sie allen Mitgliedern ein Ansporn zu treuester Pflichterfüllung werden solle. Nachdem der Landeskriegerverband in Person des Schriftführers, Malermeister Wilhelm Siems, und das dem Pfadfinderbund angegliedertem Pfadfinderkorps in Person des Hauptfeldmeisters, Lehrer Wilhelm Groth, mit je einem Fahnennagel die Fahne schmückten, endete die Zeremonie mit dem Absingen des Deutschlandliedes. Nach dem Abschreiten der Front der Vereine durch den Bürgermeister, Oberst sowie Polizeimajor zogen unter den Klängen der Schutzmannschaftskapelle der Landeskriegerverband sowie sämtliche Kompanien der Jugendwehr zum Markt. Dort konzertierte die Kapelle während für die Kriegsgefangenen Lübecker gesammelt wurde.
Auf dem Herrenabend am 15. Juni 1915 hielt Mildenstein einen Vortrag über seine Fahrt nach Flandern. Zusammen dem Professor Hugo Gilbert und dem Drucker Max Schmidt hatte er dem dort in der 46. Reserve-Division kämpfenden Lübecker Kinderregiment Liebesgaben überbracht. Das Regiment war während des Krieges als zweites Lübecker Regiment, es bestand zu über 75 % aus Kriegsfreiwilligen und Reservisten und trug die Nr. 215, formiert worden. Neben dem Besuch handelte der Vortrag von der Abfahrt in Hamburg, den Aufenthalten in Düsseldorf und Bonn, sowie den Besuchen von Brüssel und Oostende.
Seine stetige Arbeit auf dem Gebiet der plattdeutschen Sprache und Art machte Mildenstein weit über den Kreis seiner Gemeinde hinaus bekannt. Als erster Geistlicher führte er den Plattdeutschen Gottesdienst ein. Er veröffentlichte 1925 zwischen den Feiertagen alte niederdeutsche Weihnachtslieder aus dem ältesten Rostocker Gesangbuch aus dem Jahr 1531 von Joachim Slüter oder im Lutherjahr einst ins Niederdeutsche übertragene, jedoch wieder zurückgedrängte neue Lieder aus der damaligen Zeit. Dies fiel in weiten Kreisen der Bevölkerung auf einen fruchtbaren Boden. Man berief ihn häufig in andere Kirchen, um dort plattdeutsche Predigten zu halten. Trotz mehrfacher Versuche, ihn für andere Kirchen der Stadt oder auswärtige Gemeinden zu gewinnen, blieb er seiner Gemeinde treu.
1918 gründete Mildenstein die schon bald mehr als 4000 Mitglieder verzeichnende „Plattdütsche Volksgill to Lübeck“ (Plattdeutsche Volksgilde). Sie lud den 60-jährigen Karl Wagenfeld, der am 15. Oktober 1929 im Großen Saal der Schiffergesellschaft aus seinen Werken vorlas, ein. Am 10. Oktober 1929 veranstaltete die Volksgilde die Uraufführung des niederdeutschen Dramas „De Stüermann“  von Johannes Wilda durch die Niederdeutsche Bühne im Marmorsaal. Ebenfalls dort wurde von ihr das Stück De Koortenleggersch von Hedwig Lützow, das des großen Erfolges wegen auf besonderen Wunsch am 15. Januar 1930 dort wiederholt wurde, uraufgeführt.
Mildenstein war kaisertreu und ausgesprochen nationalistisch eingestellt und ließ keine Gelegenheit für Heldenverehrung aus. Für seine „eindrucksvollen niederdeutschen Predigten“ wurde er lange als der „rührige Plattdeutsch-Pastor“ gewürdigt. Die neuere Forschung weist jedoch darauf hin, dass bei ihm „national-völkische Tendenzen den geistlichen Gehalt oft überlagerten“, wenn er etwa „mit heißem Atem den Lebenswillen der Deutschen beschwört“. Auf seine Anregung hin wurden regelmäßige Gemeindeabende, auf denen „religiöse, ethische, Seele und Körper umfassende Themata“ sowie Tanz- und Liedvorträge dargeboten wurden, durchgeführt. Diese fanden dort ein solch positives Echo, dass sie für andere Kirchengemeinden vorbildlich wurden.
Eine anderweitige Abgrenzung der St. Lorenz-Kirchengemeinde, mit der sich die Luthergemeinde räumlich ausdehnte, führte 1921 zur Anstellung eines zweiten Geistlichen, Reinhardt Hoyer, für den neuen 2. Bezirk und der Berufung des Pastors Mildenstein zum Hauptpastor.
Die Gemeinde errichtete den am 14. Oktober 1923 eingeweihten hölzernen Glockenturm und erhielt vorerst für diesen zwei Glocken. Die kleinere der beiden wurde 1399 von Johannes Reborch gegossen, befand sich ursprünglich im Dachreiter der Katharinenkirche und wurde nicht mehr geläutet. Stattdessen ist sie nur angeschlagen worden. Die größere ist 1510 durch Hinrich van Campen gegossen worden, gehörte zum Geläut der 1819 abgerissenen Maria-Magdalenen-Kirche des Burgklosters und war eine Leihgabe der Jakobigemeinde.
Seit 1915 leitete Mildenstein den zum Teil aus ehemaligen Konfirmanden bestehenden Jugendverein Lübecker Jung-Siegfried (L. J. S. 1912). Dieser besaß ein für kirchliche Freizeiten genutztes Vereinsheim in der Wulfsdorfer Heide bei Blankensee. In seinem ersten Jahresbericht für das Jahr 1915 führte er aus, dass seine Arbeit in den 100 Mitglieder zählenden Verein diesen in vaterländische Bahnen lenke.
Für die Gefallenen des L. J. S. 1912, Ortsgruppe Lübeck im Bundesverband deutscher Jugendvereine (BDJ) e. V., wurde von Erhard Jubitz 1925 eine Ehrentafel entworfen. Unter seiner Anleitung und Mitarbeit von verschiedenen Mitgliedern der Vereinigung wurde es in Holz (das Sinnbild wurde in Gips ausgegossen) ausgeführt. Am Totensonntag des Jahres wurde sie von Mildenstein in der „Lutherkirche“ geweiht.
In der Kirche von Landkirchen hielt Pastor Mildenstein eine niederdeutsche Festpredigt zur Einweihungsfeier des Lübecker Jugendverhalungsheim Niefohrt in der Hafensiedlung Lemkenhafen. Die Predigt begann mit dem dort sechs Jahre genesenden niederdeutschen Dichter Klaus Groth, verwies auf das Lübecker Waisenhaus, ging auf die Johann Hinrich Wichernsche Rettungshausbewegung und das Lübeckische Rettungshaus ein und schloss mit dem aus Lübeck stammenden August Hermann Francke und seiner Gründung des Waisenhauses in Halle.
1925 entschied der Kirchenvorstand neben dem Gemeindesaal ein Gemeindehaus zu bauen. Dieses, das heutige Lutherhaus, wurde 1927 fertiggestellt.
Als Pastor Hoyer die Gemeinde 1926 verließ, bewarben sich 74 Interessenten. Von diesen wurden drei zu Wahlpredigten eingeladen und Ulrich Burgstaller aus Gröden, der seine Predigt unter der Überschrift „Baumeister einer zerstörten Welt“ hielt, gewählt. Das Mitglied des Bundes für Deutsche Kirche bezog im Herbst das zweite Pastorat in der Moislinger Allee 66b.

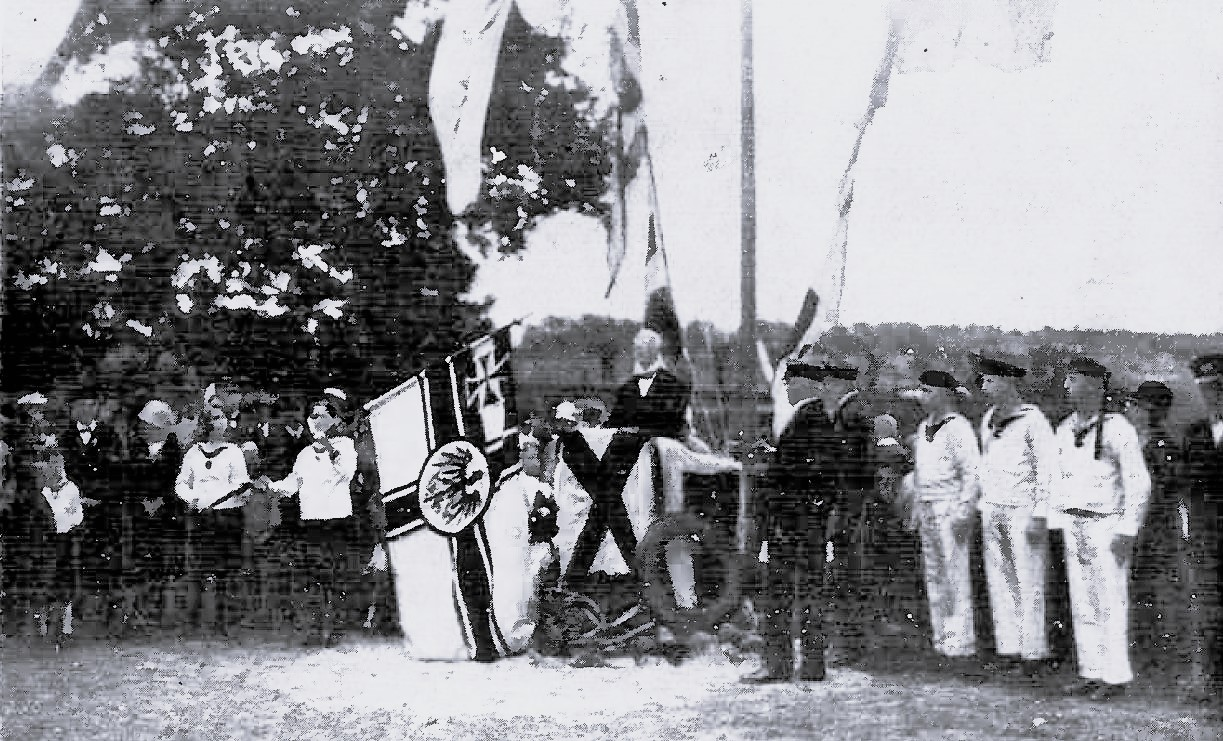
Weiherede bei der Flaggenweihe der Lübecker Marinejugend

Im Garten der ehemaligen Lachswehr fand am 11. September 1927 die Flaggenweihe der Lübecker Marinejugend statt. Mehrere Reden der Vereinsfunktionäre, Musik und Gesangsvorträge umrahmten die Feier. Die Weiherede, siehe nebenstehendes Bild, hielt Hauptpastor Mildenstein.
Der Altarraum des Gemeindehauses wurde 1931 umgestaltet. Dem patriotischem und militärischem Geist der Zeit entsprechend beauftragte man, wie schon 1921 beim Ehrenmal, Erich Klahn mit der Ausführung. Die Apsis wurde mit dem an das Eiserne Kreuz erinnernden Tatzenkreuz des Deutschen Ordens bemalt. Umrahmt wurde sie jedoch mit den tröstenden Jesusworten „Ich bin das Licht der Welt. Wer mir nachfolgt, der wird nicht in der Finsternis wandeln, sondern er wird das Licht des Lebens haben“ (Joh 8,12 ).
Ende der 1920er Jahre gingen die Besucherzahlen in den Kirchen dramatisch zurück und die Mitgliederzahl seiner Volksgilde war 1933 auf 220 gesunken. Trotz der Rückschläge blieb Mildenstein weiterhin aktiv. Die politischen Vorgänge der Neuen Zeit wurden von ihm wiederholt kommentiert. Im August 1933 äußerte er sich hoffnungsvoll im Hinblick auf den Aufbau einer Volkskirche.
Gustav Struck hatte das Redentiner Osterspiel aus dem Jahr 1464 von mittelniederdeutsch ins moderne niederdeutsch übertragen. Es galt als eines der wertvollsten geistlichen Schauspiele und war erstmals 1932, in Wismar, wiederaufgeführt worden. Das Stück hatte Bezüge zur Hansestadt, der Teufel holte sich Lübecker als dort die Pest wütete, und wurde 1933 von der Gilde in der Aula der Oberrealschule zum Dom aufgeführt. Die aus über 100 Mitwirkenden bestehende Spielscharr bestand neben Schülern der Schule auch aus Gesangsabteilungen des Lyzeums am Falkenplatz (ehem. Freese‘sche Schule heute an anderem Ort Thomas-Mann-Schule. In dem Gebäude am Falkenplatz befindet sich heute die Volkshochschule).
Als Nachfolger Mildensteins wurde 1934 Karl Friedrich Stellbrink berufen.
Ehrenmale
Lübeck-Büchener Eisenbahngesellschaft

Eisenbahmerdenkmal

Auf Veranlassung des Angestelltenausschusses der Lübeck-Büchener Eisenbahngesellschaft wurde von dem Granit- und Marmorwerk von Ludwig Bruhn vorm. Plettner & Bruhn der Entwurf der Lübeckischen Architekten Schürer & Siebert den Entwurf als einen Granitstein, der sich in seiner Obeliskenform mit wuchtiger Unterbrechung durch ein weitausragendes, architektonisch gegliedertes Gesims, in Kontrawirkung ansteigend, das Aufstrebende jäh unterbrechend, auf massiger Grundlage angefertigt. Die Grundlage sollte trotzige Zähigkeit verkörpern. Auf der Einweihungsfeier am 6. März 1921 enthüllte Mildenstein den Denkstein für die im Kriege gefallenen Beamten und Arbeiter der Gesellschaft auf dem lübeckischen Ehrenfriedhof.
Auf seiner Vorderseite steht unter dem geflügelten Rad, dem Symbol der Eisenbahn, die Widmung an die Gefallenen:
Dem Andenken / der im Kampfe / für das Vaterland / gefallenen / Beamten und / Arbeiter der / Lübeck-Büchener / Eisenbahn
Auf den übrigen drei Seiten deren nach Jahren geordnete 118 Namen.
Luthergemeinde
Als man nach dem Kriege auf Mildensteins Initiative ein Ehrenmal für die Gefallenen  der Gemeinde errichten wollte, fand man in Erich Klahn, der einst von Mildenstein konfirmiert worden war, einen hochbegabten Künstler, der sich bereits mit einem farbig glühenden für Fehmarn bestimmten Bildfenster auf jenem Gebiete bewährt hatte. Das Glasfenster mit figürlichem Schmuck war von altersher eng mit der kirchlichen Kunst verbunden. Der ursprüngliche Plan, ein Mal auf dem vor dem Pastorat liegenden Platz aufzustellen, war wegen der andauernden großen Unkosten für den gärtnerischen Schmuck und dessen Unterhaltung wieder fallen gelassen worden.
Das Mal besteht aus drei Glasfenstern. Das mittlere Fenster, eine Pietà, ist das beherrschende. Maria, im grauen statt wie zuerst im blauen Gewand, betet den toten Sohn im Schoß habend. Leuchtende Strahlen gehen von dessen Haupt aus. Das das Bild umschließende Schriftband kündet: „Allens für uns dragen, dat Swörste op sik namen, för uns leeden un starben, wi sullen nich verdarben. Herr help uns ut all uns‘ Nod.“ Die Fenster zu dessen Seiten tragen die Namen der Gefallenen und in ihren Lünetten je eine Darstellung aus der Passionsgeschichte. In absichtlicher Beziehung zur damaligen Gegenwartsauffassung wurde der „Verrat des Judas“ als Hinweis auf die Dolchstoßlegende und das „Würfeln der Kriegsknechte um das Gewand des Gekreuzigten“ als Hinweis auf die als demütigend empfundenen Bestimmungen des Friedensvertrags von Versailles gewählt.
Der Denkmalrat lehnte jedoch den Entwurf ab und beanstandete seine gewählten Farbtöne, rot und blau, da diese den lichten Charakter des Raumes nähmen und einen anderen in ihn hereintrügen. Der Kirchenvorstand hielt nun nicht mehr an dem farbigen Entwurf fest. Die Fenster sind in Sepiabraun und Gold gehalten und das Gold geht stets von der Gestalt des Heilands aus. Das Werk wurde dem geänderten Entwurf folgend von Carl Berkentien gebrannt und verbleit. Mit der Luthergemeinde hatte nun nach der St.-Gertrud-Gemeinde die zweite Gemeinde der Stadt ein Ehrenmal für ihre Gefallenen eingeweiht.

### Beisetzung

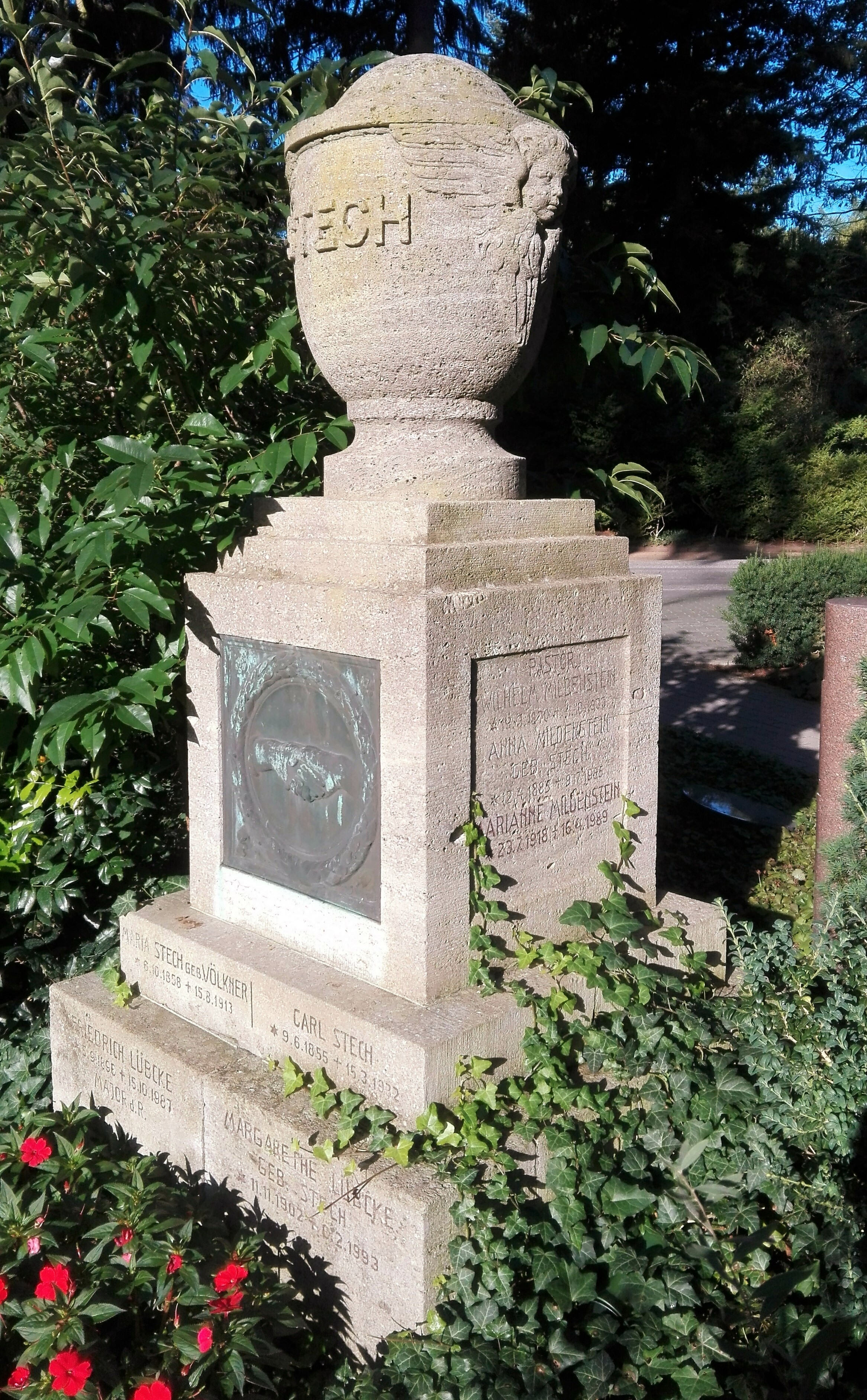

Nach längerer Krankheit verstarb Mildenstein am 6. Oktober 1933. Am Sonntag, den 9. Oktober fand in der St.-Lorenz-Kirche die kirchliche Trauerfeier statt. Zu dieser waren die Senatoren Burgstaller und Walther Schröder, alle Pastoren der Stadt im Ornat, eine Abordnung der Krusenrotter aus Kiel, des Vereins ehemaliger 85er, den Marine-Jugend- und Schulverbänden, der Landesgemeinde und der Plattdütschen Volksgill. Seitlich des Altars standen die Fahnenträger der Abordnungen. Pastor Alfred Stülcken hielt die Andacht und Johannes Sievers, Vorsitzender der Deutschen Christen und des Kirchenvorstands der Luthergemeinde, sprach am Sarg stehend für die Gemeinde.
Als sich gegen Ende des Traueraktes die Fahnen senkten, ging der Geistliche dem Sarg voran an ihnen vorüber hinaus aus der Kirche. Die Fahnen vor seiner Familie folgten vor den Senatoren und den Deputationen. Vor der Kirche empfing die Gemeinde, die den Leichenwagen einrahmte, sie mit dem Hitlergruß.
Der Sarg wurde zum Krematorium auf dem Vorwerker Friedhof gebracht und nach der Einäscherung in aller Stille im Familiengrab der Familie Stech beigesetzt.

### Familie
Mildenstein hatte sich im September 1914 mit Anna Maria Caroline (* 12. April 1885 in Lübeck; † 8. Juli 1985 ebenda), geborene Stech, im neuen noch nicht geweihten Gemeindesaal verheiratet. Ihr Vater, Carl Stech, war Fabrikant und Inhaber der Firma Hintze & Stech.
Aus der Ehe ging die spätere Gewerbeschullehrerin Marianne (* 23. Juli 1918 in Lübeck; † 16. April 1989 ebenda) hervor. Die Tochter blieb unverheiratet und zog nach dem Tode ihres Vaters mit ihrer Mutter in die Klosterstraße 19.